# Letov Š-14
Letov Š-14 – czechosłowacki samolot myśliwski z okresu międzywojennego.

## Historia
W 1924 roku w wojskowej wytwórni lotniczej Letov opracowano kolejny samolot myśliwski oznaczony jako Š-14. Był to typowy dwupłat preferowany przez lotnictwo wojskowe, przy czym zastosowano w nim licencyjny silnik produkowany w Škodzie o mocy 300 KM.

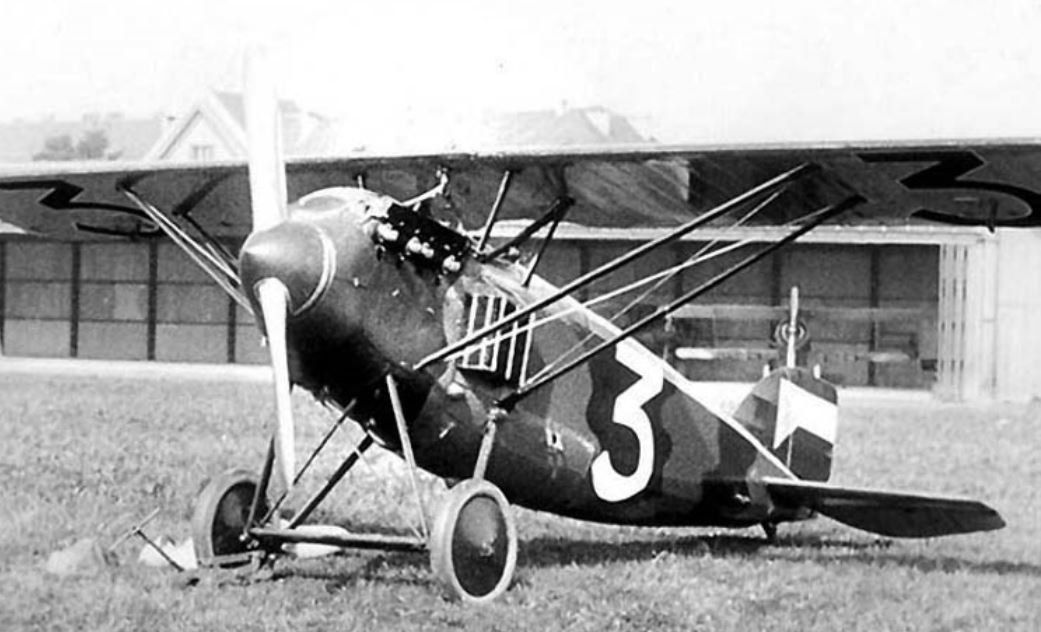
Samolot Letov Š-14 po przebudowie na górnopłat

Prototyp został oblatany 1924 roku. W czasie prób fabrycznych okazało się, że dolne płaty zwiększają opór aerodynamiczny, w związku z tym samolot został przebudowany: usunięto dolne płaty i zastosowano zastrzały przebudowując go na górnopłat typu parasol. Zmniejszono tym samym jego powierzchnię nośną, która wyniosła zaledwie 10,5 m². Tak przebudowany samolot wziął udział zawodach lotniczych zajmując trzecie miejsce w konkursie prędkości osiągając wynik 246,44 km/h.
Po zakończeniu prób testowych zaniechano jednak dalszych prac nad tym samolotem.

## Użycie w lotnictwie
Samolot Letov Š-14 był używany tylko do testów fabrycznych, a po przebudowaniu wziął udział w zawodach lotniczych.

## Opis techniczny
Samolot myśliwski Letov Š-14 był dwupłatem o konstrukcji mieszanej: kadłub i usterzenie ogonowe były konstrukcji metalowej, natomiast skrzydła były drewniane. Kadłub mieścił odkrytą kabinę pilota, a przed nią umieszczono silnik. Napęd stanowił silnik widlasty w układzie V, 8-cylindrowy, chłodzony cieczą. Podwozie klasyczne, stałe. 
Po przebudowie samolot był górnopłatem zastrzałowym typu parasol. 
Uzbrojenie stanowiły 2 synchronizowane karabiny maszynowe Vickers kal. 7,7 mm umieszczone nad silnikiem po obu stronach kabiny.